# 領航站
25°01′27.2″N 121°13′16.1″E / 25.024222°N 121.221139°E
領航站是桃園捷運機場線的一座車站，因鄰近大園國際高中有副站名大園國際高中站，位於桃園市大園區。

## 歷史

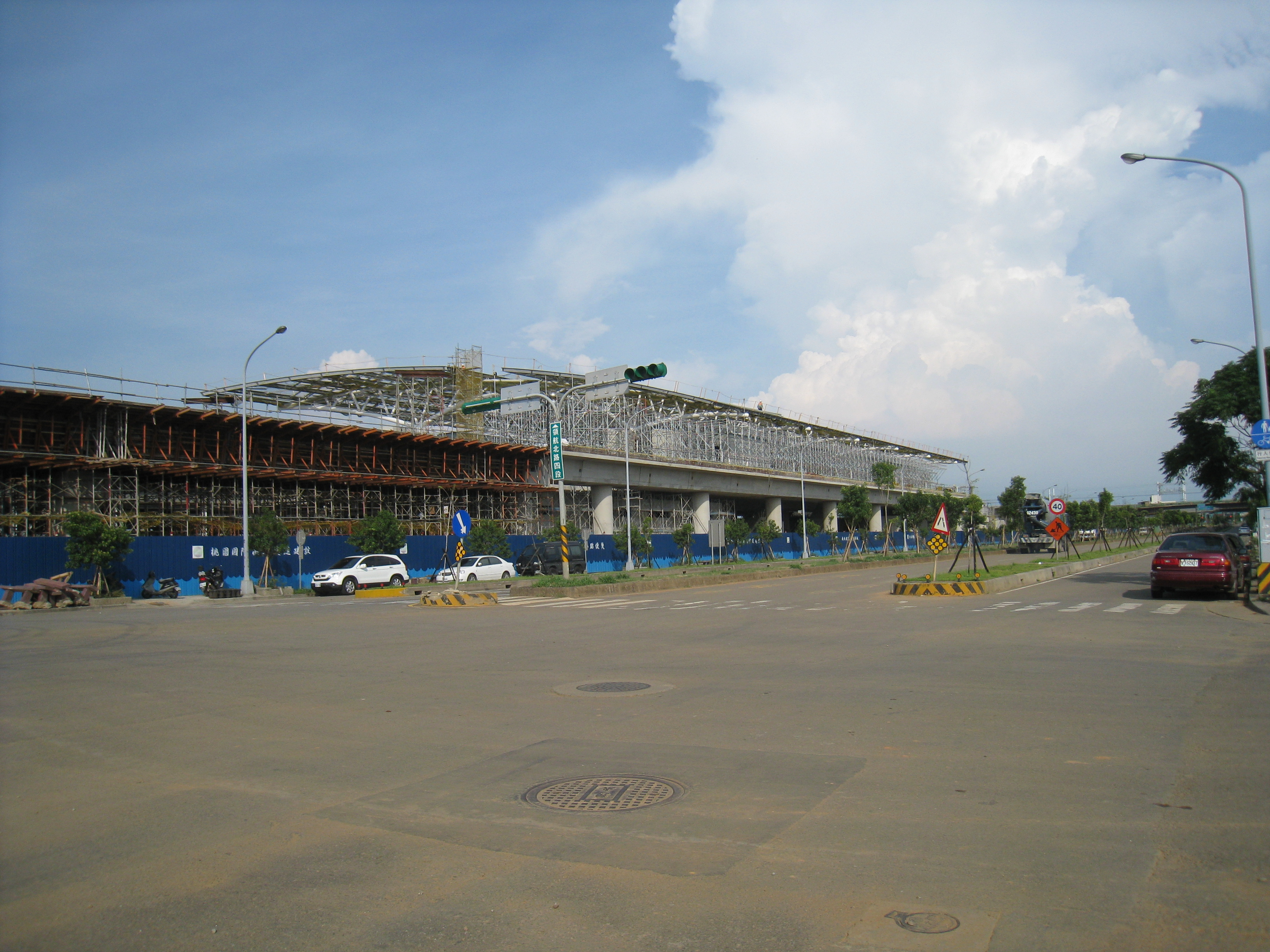
施工中的領航站

中華民國交通部自1989年展開桃園都會區大眾捷運系統的規畫，而為進一步加速台灣省各地的捷運建設，1990年12月29日，行政院正式下達台79交39519號函令，指示辦理包括桃園都會區在內的四個省轄都會區大眾捷運系統的規畫作業，桃園都會區大眾捷運系統的各項規畫與建設工作全面啟動。
1993年3月，受行政院命令主責台灣省各省轄都會區大眾捷運系統規畫與建設工作的台灣省政府住宅及都市發展局，歷時兩年餘正式完成「桃園都會區捷運系統規劃」，台灣省政府住宅及都市發展局當時規畫的桃園都會區大眾捷運系統由包括藍線在內的三線所組成，而被稱為B04a站的領航站，就是桃園捷運藍線15座車站中的一員。:3-3~3-6:3-26
然而，在原先由台灣省政府辦理的各省轄都會區大眾捷運系統規畫與建設，因1998年台灣省政府功能業務與組織調整，改由交通部轄下的交通部高速鐵路工程局負責後，桃園捷運藍線被更名為「中正國際機場至桃園都會區（含高鐵桃園站聯外）軌道系統」，於2003年9月9日在行政院的核復下併入桃園機場捷運辦理。
原先被稱為B04a站的青埔機廠站:1-7，則改為桃園機場捷運中的A17站:3-26，於2008年9月18日動工、2008年9月22日定名為「領航站」:2-1，並於2017年3月2日隨桃園機場捷運的通車完工啟用。

## 車站概要
本站位於領航北路四段，車站編號為A17。

## 車站構造

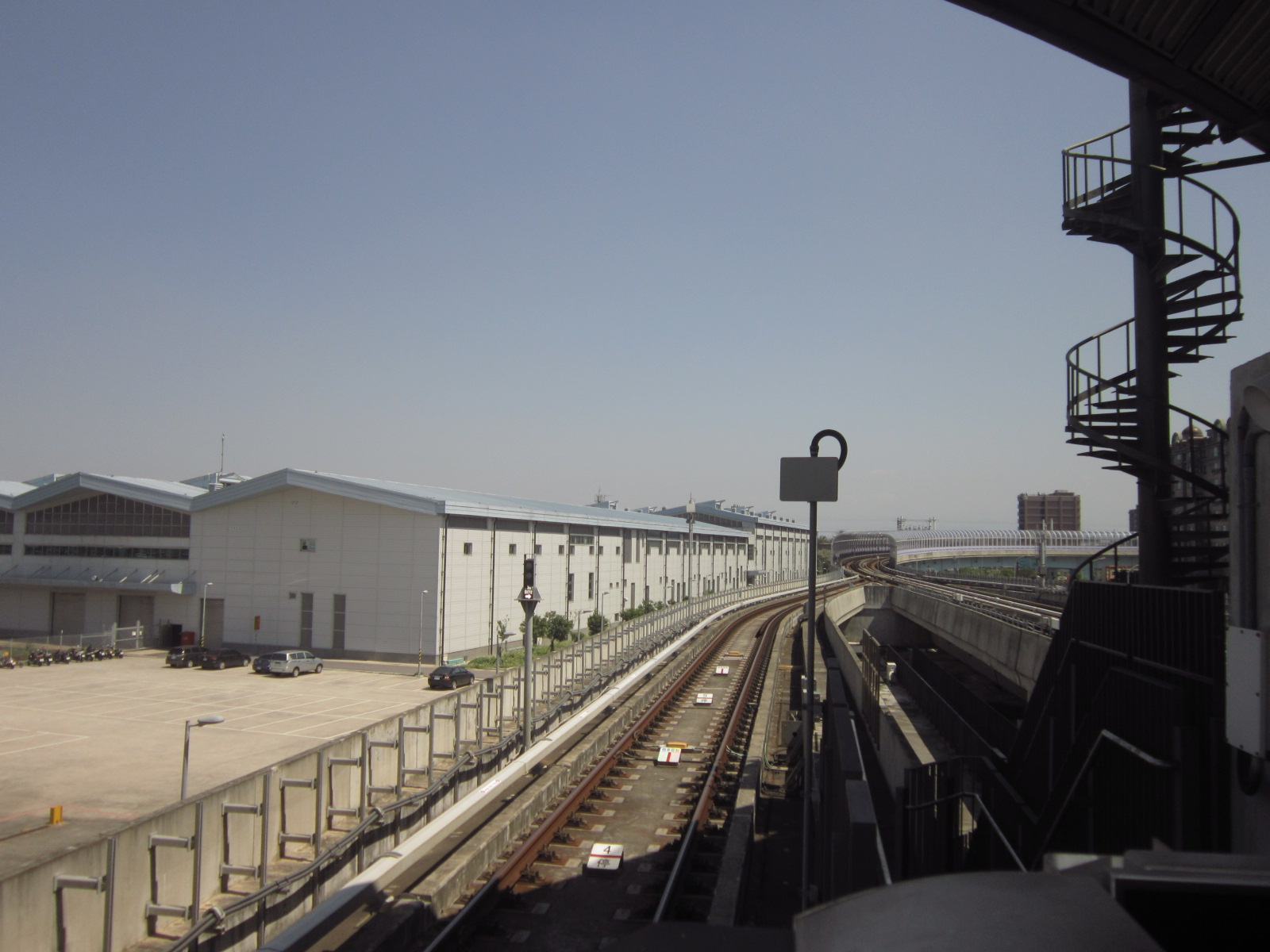
由青埔機廠經過領航站月臺的股道，股道的左側即是青埔機廠的廠房

本站是一座地上兩層的車站，站體長約148.8公尺、寬達21.6公尺。領航站設有兩座島式月台，並設有半罩式月台門。

### 車站樓層
| 2F | 月台層                  | 公共電話                                   |
| 2F | ①號月台                 | （青埔機廠股道）                           |
| 2F | 島式月台，左/右側開門:4 |                                            |
| 2F | ②號月台                 | 機場線 往老街溪方向（高鐵桃園站）          |
| 2F | ③號月台                 | 機場線 往台北方向（橫山站）                |
| 2F | 島式月台，左/右側開門:4 |                                            |
| 2F | ④號月台                 | （青埔機廠股道）                           |
| 1F | 穿堂層                  | 電扶梯、電梯及樓梯往月台層                 |
| 1F | 穿堂層                  | 廁所                                       |
| 1F | 穿堂層                  | 驗票閘門、車站詢問處、自動售票機、公共電話 |
| 1F | 穿堂層                  | 1號出口（位於領航北路四段北面）            |

### 車站出口
| 出入口                             | 圖片 | 位置             |
| ---------------------------------- | ---- | ---------------- |
| 單一出入口 · 設有電梯 · 設有手扶梯 |      | 領航北路四段北面 |
| 註： 設有電梯 \| 設有手扶梯        |      |                  |

## 利用狀況
| 年   | 1日平均 | 1日平均 | 1日平均 |
| 年   | 上車    | 來源    |         |
| ---- | ------- | ------- | ------- |
| 2017 | 494     | [ 19 ]  |         |
| 2018 | 630     | [ 19 ]  |         |

## 車站周邊
領航站附近有許多公共設施、政府機關，包括桃園捷運公司總部、青埔機廠、桃園市大園區五權國民小學、桃園市立大園國際高級中等學校、橫山書法藝術館、桃園航空城公司總部等。國際原住民族文化創意產業園區將座落捷運站旁，其中包括桃園流行音樂露天劇場、國際原住民族文化創意產業園區和財團法人原住民族文化事業基金會永久會址。
- 桃園市公共自行車租賃系統 捷運領航站(A17)

## 公車資訊
領航站有4條公車路線與其連接。
| 編號 | 經營業者 | 區間                                | 備註                   |
| ---- | -------- | ----------------------------------- | ---------------------- |
| 206B | 桃園客運 | 桃園-捷運領航站-高鐵桃園站          | 高鐵快捷公車桃園市區線 |
| 206C | 桃園客運 | 桃園-捷運領航站-開南大學-高鐵桃園站 | 高鐵快捷公車桃園市區線 |
| 302  | 桃園客運 | 桃園－高鐵桃園站                    |                        |
| 707A | 桃園客運 | 桃園市政府－桃園國際棒球場          |                        |

## 外部連結
- 桃園捷運 領航站 （页面存档备份，存于）（繁體中文）
- 桃園大眾捷運股份有限公司->乘車指南->路網圖（繁體中文）